# Ray Niuia
Pas d'image ? Cliquez ici

a Compétitions nationales et continentales officielles uniquement.

b Matchs officiels uniquement.
Dernière mise à jour le 21 juin 2024.
Raymond « Ray » Niuia, né le 19 juin 1991 à Ōtāhuhu (Nouvelle-Zélande), est un joueur de rugby à XV international samoan évoluant au poste de talonneur. Il joue depuis 2022 avec la province de North Harbour en NPC.

## Carrière

### En club
Ray Niuia commence sa carrière professionnelle en 2013 avec la province de North Harbour en NPC (championnat des provinces néo-zélandaises). Il ne dispute que 26 rencontres en quatre saisons (dont une seule titularisation) à cause de la concurrence du All Black James Parsons.
Après une saison passée au niveau amateur, il rejoint en 2018 les Tasman Makos dans le même championnat,.
En novembre 2018, il signe un contrat d'une saison avec la franchise des Highlanders en Super Rugby pour la saison 2019. Il est alors considéré comme le troisième talonneur derrière Liam Coltman et Ash Dixon. Il joue son unique match de la saison le 22 mars 2019 contre les Blues,.
À la recherche de plus de temps de jeu, il rejoint les Blues en 2020, mais se blesse gravement au genou lors du premier match, ce qui met un terme à sa saison,. Il joue deux rencontres lors de sa deuxième, et dernière saison avec la franchise.
En juillet 2021, il rejoint la province de Manawatu pour un contrat d'une saison.
En 2022, il rejoint la nouvelle franchise des Moana Pasifika, qui vient de faire son entrée en Super Rugby. Il joue huit rencontres avec cette équipe.
Plus tard en 2022, il fait son retour avec North Harbour pour la saison 2022 de NPC.
Au terme de la saison 2023 de Super Rugby, où il a été peu utilisé par les Moana Pasifika (quatre matchs), il n'est pas conservé et quitte la franchise.

### En équipe nationale
Ray Niuia est retenu dans l'effectif élargi de la sélection scolaire néo-zélandaise (en) en 2009, mais n'est finalement pas sélectionné dans le groupe final,.
Il est appelé pour la première fois avec l'équipe des Samoa en octobre 2018. Il obtient sa première cape internationale le 10 novembre 2018 à l’occasion d’un test-match contre l'équipe des États-Unis à Saint-Sébastien.
En 2019, il est retenu par le sélectionneur Steve Jackson dans le groupe samoan pour disputer la Coupe du monde au Japon. Il dispute quatre matchs lors de la compétition, contre la Russie, l'Écosse, le Japon et l'Irlande.
En 2022, il remporte avec son équipe la Coupe des nations du Pacifique, inscrivant notamment un triplé lors de la victoire face aux Tonga,.
En juin 2023, il est retenu dans le groupe samoan de 40 joueurs sélectionné pour préparer la Coupe du monde 2023. Initialement non-sélectionné au sein du groupe définitif pour participer au Mondial en France, il rejoint finalement l'équipe en cours de compétition le 19 septembre, en remplacement de Luteru Tolai blessé. Il ne joue cependant aucun match.

## Palmarès

### En sélection nationale
- Vainqueur de la Coupe des nations du Pacifique en 2022.

## Statistiques internationales
- 14 sélections avec les Samoa depuis 2018.
- 20 points (4 essai).

- Participation à Coupe du monde 2019 (4 matchs).